# Catedral de San Andrés (Victoria)
La catedral de San Andrés (en inglés: St. Andrew's Cathedral) es la catedral católica de la diócesis de Victoria, en Columbia Británica, Canadá. Construida en el estilo gótico victoriano, San Andrés fue la tercera catedral de Victoria que se construirá. (La primera, 1858-1884, es ahora la Capilla de la Academia Santa Ana en la calle Humboldt, y la segunda, 1884-1892, estaba en el sitio detrás del actual edificio que hoy ocupa el edificio de oficinas de la Plaza de San Andrés).
La construcción de la nueva catedral comenzó en 1890. A las 8:00 a. m. el 30 de octubre de 1892, el Obispo Jean-Nicolas Lemmens bendijo el edificio antes de la celebración de una misa mayor Pontificia a las 10:00 a. m. La catedral ha sido un sitio histórico nacional de Canadá desde 1990. 